# Бальный зал

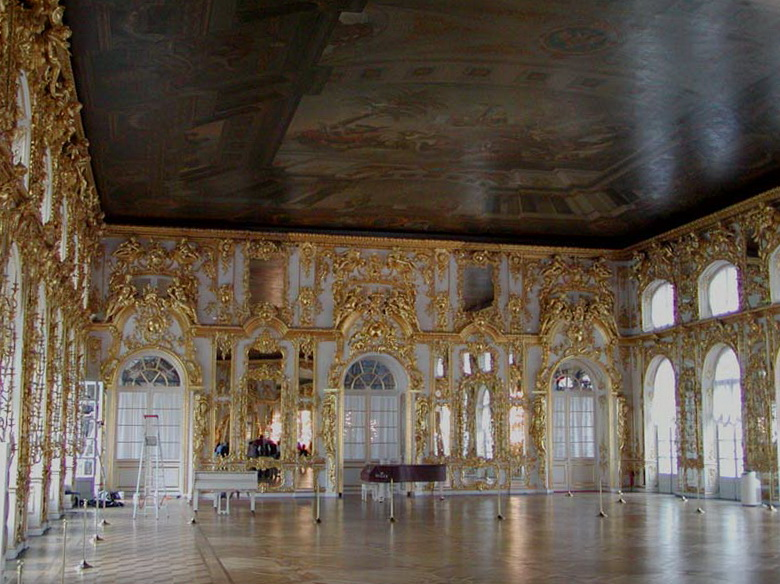
Бальный зал в Екатерининском дворце под Санкт-Петербургом

Бальный зал — большое помещение внутри здания, предназначаемое, главным образом, для проведения формальных встреч называемых бала́ми. Бальные залы имеют увеличенную высоту и проектируются в расчёте на хорошее звучание оркестра по всему объёму помещения. Залы имеют большое центральное пространство, окруженное мебелью, где можно отдохнуть или поесть. Оркестр обычно помещается на одном конце зала.
Иногда бальный зал в своей передней части может иметь дополнительный этаж, где хозяин может встречать гостей и проводиться беседы. Этот этаж также может быть использован для размещения музыкальных исполнителей.
Из-за размера бальные залы должны обладать мощным освещением либо большими лаунж-лампами, либо настенными лампами и люстрами, расположенными по бокам.
Традиционно большинство балов проводилось в частных особняках, многие из которых имели по нескольку бальных залов, но в некоторых особняках роль бального зала выполняли большие помещения гостиных или галерей. В любом случае, предназначенные для балов помещения должны были иметь ровный пол с прочными напольными покрытиями из твёрдых пород дерева или мрамора.

## История
В отличие от простого танцпола, бальный зал в XVII—XVIII веках — это аристократическое заведение и часть замков.

## Современность
Самые большие балы теперь почти всегда проводятся в общественных зданиях. Во многих гостиницах и на морских круизных лайнерах есть бальные залы.
Многие бывшие бальные залы сегодня используются в качестве концертных, или как помещения ночных клубов и дискотек.
Ярким представителем бала современности является ежегодный Венский бал, где только на одну ночь зрительный зал в Венской государственной опере превращается в большой бальный зал. Накануне этого мероприятия ряды сидений в партере снимаются, и вровень со сценой устраивается новый пол.